# アングラ・ドス・レイス隕石
アングラ・ドス・レイス隕石(Angra dos Reis meteorite)は、アングライト隕石のタイプ種である。1869年に地球に落下するのが観察された。

## 発見と命名
この隕石は、ブラジルのリオデジャネイロ州内の自治体アングラ・ドス・レイスに因んで命名された。1869年1月20日に水深2mの湾に落下した。翌日、2つの破片がダイバーによって発見された。

## 鉱物学
アングラ・ドス・レイス隕石はアングライトのタイプ種であるものの、実際は大部分のアングライトとはかなり異なっている。この隕石は、ほぼ完全にファッサイトと呼ばれる珍しい形態の輝石でできている。そのため、典型的なアングライトよりも玄武岩に類似する輝石（パイロクシナイト）に近い。他の隕石サンプルでファッサイトを含むものは、アエンデ隕石で見られるアルミニウムやカルシウムに富む含有物（CAI：Calcium-aluminium-rich inclusion)だけである。このような風変わりな組成の理由は、コンドライトの前駆体が、隕鉄が不安定な酸化還元条件下で部分的に溶解したためであると考えられている。